# Championnat du monde masculin de curling 1996
Navigation
Édition précédente Édition suivante
Le Championnat du monde masculin de curling 1996 (nom officiel : Ford World Men's Curling Championship) est la 38e édition de cette compétition de curling.

Il a été organisé au Canada dans la ville de Hamilton, dans le Copps Coliseum du 23 au 31 mars 1996.

## Équipes
| Australie | Canada | Angleterre | Allemagne |
| --- | --- | --- | --- |
| Sydney Harbour CC, Sydney Skip: Hugh Millikin Third: Stephen Johns Second: Gerald Chick Lead: Andy Campbell Remplaçant : Stephen Hewitt             | Charleswood CC, Winnipeg, Manitoba Skip: Jeff Stoughton Third: Ken Tresoor Second: Garry Vandenberghe Lead: Steve Gould Remplaçant : Darryl Gunnlaugson | Wigan CC, Wigan Haigh CC, Wigan Skip: Alistair Burns Third: Andrew Hemming Second: Neil Hardie Lead: Stephen Watt Remplaçant : Phil Atherton | CC Hamburg Skip: Johnny Jahr Third: Sven Goldemann Second: Andreas Feldenkirchen Lead: Till Thomsen Remplaçant : Dirk Hornung          |
| Italie | Norvège | Écosse | Suède |
| Auros, Auronzo Skip: Claudio Pescia Third: Gian Paolo Zandegiacomo Second: Valter Bombassei Lead: Diego Bombassei Remplaçant : Davide Zandiegiacomo | Snarøen CC, Oslo Skip: Eigil Ramsfjell Third: Anthon Grimsmo Second: Jan Thoresen Lead: Tore Torvbråten Remplaçant : Sjur Loen                          | Airleywight CC, Perth Skip: Warwick Smith Third: David Smith Second: Peter Smith Lead: David Hay Remplaçant : Richard Dickson                | Sollefteå CK Skip: Mikael Hasselborg Third: Stefan Hasselborg Second: Hans Nordin Lead: Peter Eriksson Remplaçant : Lars-Åke Nordström |
| Suisse | États-Unis | | |
| Lausanne-Olympique CC Skip: Patrick Hürlimann Third: Patrik Lörtscher Second: Daniel Gutknecht Lead: Diego Perren Remplaçant : Stephan Keiser       | Superior CC, Wisconsin Skip: Tim Somerville Third: Mike Schneeberger Second: Myles Brundidge Lead: John Gordon Remplaçant : Donald Barcome, Jr.         | | |

## Classement
| Pays       | Skip              | V | D |
| ---------- | ----------------- | - | - |
| Canada     | Jeff Stoughton    | 8 | 1 |
| Écosse     | Warwick Smith     | 7 | 2 |
| Suisse     | Patrick Hürlimann | 6 | 3 |
| Norvège    | Eigil Ramsfjell   | 4 | 5 |
| Suède      | Mikael Hasselborg | 4 | 5 |
| Angleterre | Alistair Burns    | 4 | 5 |
| États-Unis | Tim Somerville    | 4 | 5 |
| Italie     | Claudio Pescia    | 3 | 6 |
| Allemagne  | Johnny Jahr       | 3 | 6 |
| Australie  | Hugh Millikin     | 2 | 7 |

*Légende: V = Victoire - D = Défaite

## Résultats

### Match 1
| Équipes             | 1 | 2 | 3 | 4 | 5 | 6 | 7 | 8 | 9 | 10 | Total |
| ------------------- | - | - | - | - | - | - | - | - | - | -- | ----- |
| Suède (Hasselborg)  | – | – | – | – | – | – | – | – | – | –  | 5     |
| Norvège (Ramsfjell) | – | – | – | – | – | – | – | – | – | –  | 8     |

| Équipes            | 1 | 2 | 3 | 4 | 5 | 6 | 7 | 8 | 9 | 10 | Total |
| ------------------ | - | - | - | - | - | - | - | - | - | -- | ----- |
| Suisse (Hürlimann) | – | – | – | – | – | – | – | – | – | –  | 4     |
| Écosse (Smith)     | – | – | – | – | – | – | – | – | – | –  | 6     |

| Équipes          | 1 | 2 | 3 | 4 | 5 | 6 | 7 | 8 | 9 | 10 | Total |
| ---------------- | - | - | - | - | - | - | - | - | - | -- | ----- |
| Allemagne (Jahr) | – | – | – | – | – | – | – | – | – | –  | 7     |
| Italie (Pescia)  | – | – | – | – | – | – | – | – | – | –  | 8     |

| Équipes              | 1 | 2 | 3 | 4 | 5 | 6 | 7 | 8 | 9 | 10 | Total |
| -------------------- | - | - | - | - | - | - | - | - | - | -- | ----- |
| Angleterre (Burns)   | – | – | – | – | – | – | – | – | – | –  | 9     |
| Australie (Millikin) | – | – | – | – | – | – | – | – | – | –  | 2     |

| Équipes                 | 1 | 2 | 3 | 4 | 5 | 6 | 7 | 8 | 9 | 10 | Total |
| ----------------------- | - | - | - | - | - | - | - | - | - | -- | ----- |
| États-Unis (Somerville) | – | – | – | – | – | – | – | – | – | –  | 7     |
| Canada (Stoughton)      | – | – | – | – | – | – | – | – | – | –  | 9     |

### Match 2
| Équipes              | 1 | 2 | 3 | 4 | 5 | 6 | 7 | 8 | 9 | 10 | Total |
| -------------------- | - | - | - | - | - | - | - | - | - | -- | ----- |
| Australie (Millikin) | – | – | – | – | – | – | – | – | – | –  | 6     |
| Écosse (Smith)       | – | – | – | – | – | – | – | – | – | –  | 9     |

| Équipes            | 1 | 2 | 3 | 4 | 5 | 6 | 7 | 8 | 9 | 10 | Total |
| ------------------ | - | - | - | - | - | - | - | - | - | -- | ----- |
| Canada (Stoughton) | – | – | – | – | – | – | – | – | – | –  | 8     |
| Allemagne (Jahr)   | – | – | – | – | – | – | – | – | – | –  | 4     |

| Équipes            | 1 | 2 | 3 | 4 | 5 | 6 | 7 | 8 | 9 | 10 | Total |
| ------------------ | - | - | - | - | - | - | - | - | - | -- | ----- |
| Suède (Hasselborg) | – | – | – | – | – | – | – | – | – | –  | 2     |
| Suisse (Hürlimann) | – | – | – | – | – | – | – | – | – | –  | 5     |

| Équipes                 | 1 | 2 | 3 | 4 | 5 | 6 | 7 | 8 | 9 | 10 | Total |
| ----------------------- | - | - | - | - | - | - | - | - | - | -- | ----- |
| Italie (Pescia)         | – | – | – | – | – | – | – | – | – | –  | 8     |
| États-Unis (Somerville) | – | – | – | – | – | – | – | – | – | –  | 10    |

| Équipes             | 1 | 2 | 3 | 4 | 5 | 6 | 7 | 8 | 9 | 10 | Total |
| ------------------- | - | - | - | - | - | - | - | - | - | -- | ----- |
| Norvège (Ramsfjell) | – | – | – | – | – | – | – | – | – | –  | 6     |
| Angleterre (Burns)  | – | – | – | – | – | – | – | – | – | –  | 5     |

### Match 3
| Équipes            | 1 | 2 | 3 | 4 | 5 | 6 | 7 | 8 | 9 | 10 | Total |
| ------------------ | - | - | - | - | - | - | - | - | - | -- | ----- |
| Allemagne (Jahr)   | – | – | – | – | – | – | – | – | – | –  | 10    |
| Suède (Hasselborg) | – | – | – | – | – | – | – | – | – | –  | 3     |

| Équipes            | 1 | 2 | 3 | 4 | 5 | 6 | 7 | 8 | 9 | 10 | Total |
| ------------------ | - | - | - | - | - | - | - | - | - | -- | ----- |
| Italie (Pescia)    | – | – | – | – | – | – | – | – | – | –  | 8     |
| Angleterre (Burns) | – | – | – | – | – | – | – | – | – | –  | 6     |

| Équipes                 | 1 | 2 | 3 | 4 | 5 | 6 | 7 | 8 | 9 | 10 | Total |
| ----------------------- | - | - | - | - | - | - | - | - | - | -- | ----- |
| Écosse (Smith)          | – | – | – | – | – | – | – | – | – | –  | 1     |
| États-Unis (Somerville) | – | – | – | – | – | – | – | – | – | –  | 10    |

| Équipes             | 1 | 2 | 3 | 4 | 5 | 6 | 7 | 8 | 9 | 10 | Total |
| ------------------- | - | - | - | - | - | - | - | - | - | -- | ----- |
| Canada (Stoughton)  | – | – | – | – | – | – | – | – | – | –  | 6     |
| Norvège (Ramsfjell) | – | – | – | – | – | – | – | – | – | –  | 5     |

| Équipes              | 1 | 2 | 3 | 4 | 5 | 6 | 7 | 8 | 9 | 10 | Total |
| -------------------- | - | - | - | - | - | - | - | - | - | -- | ----- |
| Suisse (Hürlimann)   | – | – | – | – | – | – | – | – | – | –  | 12    |
| Australie (Millikin) | – | – | – | – | – | – | – | – | – | –  | 5     |

### Match 4
| Équipes             | 1 | 2 | 3 | 4 | 5 | 6 | 7 | 8 | 9 | 10 | Total |
| ------------------- | - | - | - | - | - | - | - | - | - | -- | ----- |
| Norvège (Ramsfjell) | – | – | – | – | – | – | – | – | – | –  | 6     |
| Suisse (Hürlimann)  | – | – | – | – | – | – | – | – | – | –  | 7     |

| Équipes                 | 1 | 2 | 3 | 4 | 5 | 6 | 7 | 8 | 9 | 10 | Total |
| ----------------------- | - | - | - | - | - | - | - | - | - | -- | ----- |
| États-Unis (Somerville) | – | – | – | – | – | – | – | – | – | –  | 5     |
| Suède (Hasselborg)      | – | – | – | – | – | – | – | – | – | –  | 8     |

| Équipes              | 1 | 2 | 3 | 4 | 5 | 6 | 7 | 8 | 9 | 10 | Total |
| -------------------- | - | - | - | - | - | - | - | - | - | -- | ----- |
| Australie (Millikin) | – | – | – | – | – | – | – | – | – | –  | 5     |
| Canada (Stoughton)   | – | – | – | – | – | – | – | – | – | –  | 11    |

| Équipes         | 1 | 2 | 3 | 4 | 5 | 6 | 7 | 8 | 9 | 10 | Total |
| --------------- | - | - | - | - | - | - | - | - | - | -- | ----- |
| Écosse (Smith)  | – | – | – | – | – | – | – | – | – | –  | 10    |
| Italie (Pescia) | – | – | – | – | – | – | – | – | – | –  | 5     |

| Équipes            | 1 | 2 | 3 | 4 | 5 | 6 | 7 | 8 | 9 | 10 | Total |
| ------------------ | - | - | - | - | - | - | - | - | - | -- | ----- |
| Angleterre (Burns) | – | – | – | – | – | – | – | – | – | –  | 8     |
| Allemagne (Jahr)   | – | – | – | – | – | – | – | – | – | –  | 6     |

### Match 5
| Équipes            | 1 | 2 | 3 | 4 | 5 | 6 | 7 | 8 | 9 | 10 | Total |
| ------------------ | - | - | - | - | - | - | - | - | - | -- | ----- |
| Italie (Pescia)    | – | – | – | – | – | – | – | – | – | –  | 5     |
| Canada (Stoughton) | – | – | – | – | – | – | – | – | – | –  | 7     |

| Équipes            | 1 | 2 | 3 | 4 | 5 | 6 | 7 | 8 | 9 | 10 | Total |
| ------------------ | - | - | - | - | - | - | - | - | - | -- | ----- |
| Angleterre (Burns) | – | – | – | – | – | – | – | – | – | –  | 7     |
| Suisse (Hürlimann) | – | – | – | – | – | – | – | – | – | –  | 6     |

| Équipes                 | 1 | 2 | 3 | 4 | 5 | 6 | 7 | 8 | 9 | 10 | Total |
| ----------------------- | - | - | - | - | - | - | - | - | - | -- | ----- |
| États-Unis (Somerville) | – | – | – | – | – | – | – | – | – | –  | 7     |
| Allemagne (Jahr)        | – | – | – | – | – | – | – | – | – | –  | 9     |

| Équipes              | 1 | 2 | 3 | 4 | 5 | 6 | 7 | 8 | 9 | 10 | Total |
| -------------------- | - | - | - | - | - | - | - | - | - | -- | ----- |
| Australie (Millikin) | – | – | – | – | – | – | – | – | – | –  | 2     |
| Suède (Hasselborg)   | – | – | – | – | – | – | – | – | – | –  | 7     |

| Équipes             | 1 | 2 | 3 | 4 | 5 | 6 | 7 | 8 | 9 | 10 | Total |
| ------------------- | - | - | - | - | - | - | - | - | - | -- | ----- |
| Écosse (Smith)      | – | – | – | – | – | – | – | – | – | –  | 9     |
| Norvège (Ramsfjell) | – | – | – | – | – | – | – | – | – | –  | 6     |

### Match 6
| Équipes                 | 1 | 2 | 3 | 4 | 5 | 6 | 7 | 8 | 9 | 10 | Total |
| ----------------------- | - | - | - | - | - | - | - | - | - | -- | ----- |
| États-Unis (Somerville) | – | – | – | – | – | – | – | – | – | –  | 10    |
| Australie (Millikin)    | – | – | – | – | – | – | – | – | – | –  | 3     |

| Équipes            | 1 | 2 | 3 | 4 | 5 | 6 | 7 | 8 | 9 | 10 | Total |
| ------------------ | - | - | - | - | - | - | - | - | - | -- | ----- |
| Écosse (Smith)     | – | – | – | – | – | – | – | – | – | –  | 3     |
| Canada (Stoughton) | – | – | – | – | – | – | – | – | – | –  | 4     |

| Équipes            | 1 | 2 | 3 | 4 | 5 | 6 | 7 | 8 | 9 | 10 | Total |
| ------------------ | - | - | - | - | - | - | - | - | - | -- | ----- |
| Angleterre (Burns) | – | – | – | – | – | – | – | – | – | –  | 8     |
| Suède (Hasselborg) | – | – | – | – | – | – | – | – | – | –  | 11    |

| Équipes             | 1 | 2 | 3 | 4 | 5 | 6 | 7 | 8 | 9 | 10 | Total |
| ------------------- | - | - | - | - | - | - | - | - | - | -- | ----- |
| Norvège (Ramsfjell) | – | – | – | – | – | – | – | – | – | –  | 7     |
| Allemagne (Jahr)    | – | – | – | – | – | – | – | – | – | –  | 5     |

| Équipes            | 1 | 2 | 3 | 4 | 5 | 6 | 7 | 8 | 9 | 10 | Total |
| ------------------ | - | - | - | - | - | - | - | - | - | -- | ----- |
| Italie (Pescia)    | – | – | – | – | – | – | – | – | – | –  | 8     |
| Suisse (Hürlimann) | – | – | – | – | – | – | – | – | – | –  | 9     |

### Match 7
| Équipes            | 1 | 2 | 3 | 4 | 5 | 6 | 7 | 8 | 9 | 10 | Total |
| ------------------ | - | - | - | - | - | - | - | - | - | -- | ----- |
| Écosse (Smith)     | – | – | – | – | – | – | – | – | – | –  | 6     |
| Angleterre (Burns) | – | – | – | – | – | – | – | – | – | –  | 4     |

| Équipes              | 1 | 2 | 3 | 4 | 5 | 6 | 7 | 8 | 9 | 10 | Total |
| -------------------- | - | - | - | - | - | - | - | - | - | -- | ----- |
| Allemagne (Jahr)     | – | – | – | – | – | – | – | – | – | –  | 4     |
| Australie (Millikin) | – | – | – | – | – | – | – | – | – | –  | 10    |

| Équipes             | 1 | 2 | 3 | 4 | 5 | 6 | 7 | 8 | 9 | 10 | Total |
| ------------------- | - | - | - | - | - | - | - | - | - | -- | ----- |
| Italie (Pescia)     | – | – | – | – | – | – | – | – | – | –  | 1     |
| Norvège (Ramsfjell) | – | – | – | – | – | – | – | – | – | –  | 9     |

| Équipes                 | 1 | 2 | 3 | 4 | 5 | 6 | 7 | 8 | 9 | 10 | Total |
| ----------------------- | - | - | - | - | - | - | - | - | - | -- | ----- |
| États-Unis (Somerville) | – | – | – | – | – | – | – | – | – | –  | 4     |
| Suisse (Hürlimann)      | – | – | – | – | – | – | – | – | – | –  | 6     |

| Équipes            | 1 | 2 | 3 | 4 | 5 | 6 | 7 | 8 | 9 | 10 | Total |
| ------------------ | - | - | - | - | - | - | - | - | - | -- | ----- |
| Canada (Stoughton) | – | – | – | – | – | – | – | – | – | –  | 7     |
| Suède (Hasselborg) | – | – | – | – | – | – | – | – | – | –  | 5     |

### Match 8
| Équipes            | 1 | 2 | 3 | 4 | 5 | 6 | 7 | 8 | 9 | 10 | Total |
| ------------------ | - | - | - | - | - | - | - | - | - | -- | ----- |
| Suisse (Hürlimann) | – | – | – | – | – | – | – | – | – | –  | 6     |
| Allemagne (Jahr)   | – | – | – | – | – | – | – | – | – | –  | 9     |

| Équipes                 | 1 | 2 | 3 | 4 | 5 | 6 | 7 | 8 | 9 | 10 | Total |
| ----------------------- | - | - | - | - | - | - | - | - | - | -- | ----- |
| Norvège (Ramsfjell)     | – | – | – | – | – | – | – | – | – | –  | 8     |
| États-Unis (Somerville) | – | – | – | – | – | – | – | – | – | –  | 10    |

| Équipes            | 1 | 2 | 3 | 4 | 5 | 6 | 7 | 8 | 9 | 10 | Total |
| ------------------ | - | - | - | - | - | - | - | - | - | -- | ----- |
| Canada (Stoughton) | – | – | – | – | – | – | – | – | – | –  | 6     |
| Allemagne (Jahr)   | – | – | – | – | – | – | – | – | – | –  | 5     |

| Équipes            | 1 | 2 | 3 | 4 | 5 | 6 | 7 | 8 | 9 | 10 | Total |
| ------------------ | - | - | - | - | - | - | - | - | - | -- | ----- |
| Suède (Hasselborg) | – | – | – | – | – | – | – | – | – | –  | 5     |
| Écosse (Smith)     | – | – | – | – | – | – | – | – | – | –  | 14    |

| Équipes              | 1 | 2 | 3 | 4 | 5 | 6 | 7 | 8 | 9 | 10 | Total |
| -------------------- | - | - | - | - | - | - | - | - | - | -- | ----- |
| Australie (Millikin) | – | – | – | – | – | – | – | – | – | –  | 6     |
| Italie (Pescia)      | – | – | – | – | – | – | – | – | – | –  | 9     |

### Match 9
| Équipes                 | 1 | 2 | 3 | 4 | 5 | 6 | 7 | 8 | 9 | 10 | Total |
| ----------------------- | - | - | - | - | - | - | - | - | - | -- | ----- |
| Angleterre (Burns)      | – | – | – | – | – | – | – | – | – | –  | 5     |
| États-Unis (Somerville) | – | – | – | – | – | – | – | – | – | –  | 4     |

| Équipes            | 1 | 2 | 3 | 4 | 5 | 6 | 7 | 8 | 9 | 10 | Total |
| ------------------ | - | - | - | - | - | - | - | - | - | -- | ----- |
| Suède (Hasselborg) | – | – | – | – | – | – | – | – | – | –  | 8     |
| Italie (Pescia)    | – | – | – | – | – | – | – | – | – | –  | 6     |

| Équipes              | 1 | 2 | 3 | 4 | 5 | 6 | 7 | 8 | 9 | 10 | Total |
| -------------------- | - | - | - | - | - | - | - | - | - | -- | ----- |
| Norvège (Ramsfjell)  | – | – | – | – | – | – | – | – | – | –  | 6     |
| Australie (Millikin) | – | – | – | – | – | – | – | – | – | –  | 9     |

| Équipes            | 1 | 2 | 3 | 4 | 5 | 6 | 7 | 8 | 9 | 10 | Total |
| ------------------ | - | - | - | - | - | - | - | - | - | -- | ----- |
| Suisse (Hürlimann) | – | – | – | – | – | – | – | – | – | –  | 7     |
| Canada (Stoughton) | – | – | – | – | – | – | – | – | – | –  | 6     |

| Équipes          | 1 | 2 | 3 | 4 | 5 | 6 | 7 | 8 | 9 | 10 | Total |
| ---------------- | - | - | - | - | - | - | - | - | - | -- | ----- |
| Allemagne (Jahr) | – | – | – | – | – | – | – | – | – | –  | 4     |
| Écosse (Smith)   | – | – | – | – | – | – | – | – | – | –  | 6     |

### Tie-break

#### Tie break 1
| Équipes                 | 1 | 2 | 3 | 4 | 5 | 6 | 7 | 8 | 9 | 10 | Total |
| ----------------------- | - | - | - | - | - | - | - | - | - | -- | ----- |
| États-Unis (Somerville) | – | – | – | – | – | – | – | – | – | –  | 3     |
| Norvège (Ramsfjell)     | – | – | – | – | – | – | – | – | – | –  | 9     |

| Équipes            | 1 | 2 | 3 | 4 | 5 | 6 | 7 | 8 | 9 | 10 | Total |
| ------------------ | - | - | - | - | - | - | - | - | - | -- | ----- |
| Suède (Hasselborg) | – | – | – | – | – | – | – | – | – | –  | 5     |
| Angleterre (Burns) | – | – | – | – | – | – | – | – | – | –  | 4     |

#### Tie break 2
| Équipes             | 1  | 2 | 3 | 4 | 5 | 6 | 7 | 8 | 9 | 10 | Total |
| ------------------- | -- | - | - | - | - | - | - | - | - | -- | ----- |
| Suède (Hasselborg)  | 0– | – | – | – | – | – | – | – | – | –  | 3     |
| Norvège (Ramsfjell) | –  | – | – | – | – | – | – | – | – | –  | 9     |

### Playoffs
|  | Demi-finales | Demi-finales |        |   | Finale | Finale |
|  | Demi-finales | Demi-finales |        |   | Finale | Finale |
|  |              |              |        |   |        |        |
|  |              |              |        |   |        |        |
|  |              |              |        |   |        |        |
|  | Canada       | 7            |        |   |        |        |
|  | Canada       | 7            |        |   |        |        |
|  | Norvège      | 1            |        |   |        |        |
|  | Norvège      | 1            | Canada | 6 |        |        |
|  |              |              | Canada | 6 |        |        |
|  |              | Écosse       | 2      |   |        |        |
|  | Écosse       | Écosse       | 2      | 5 |        |        |
|  | Écosse       |              |        | 5 |        |        |
|  | Suisse       | 4            |        |   |        |        |
|  | Suisse       | 4            |        |   |        |        |

|  | Médaille de Bronze |         |   |
|  |                    |         |   |
|  | Suisse             | Suisse  | 9 |
|  | Norvège            | Norvège | 6 |

#### Finale
| Équipes            | 1 | 2 | 3 | 4 | 5 | 6 | 7 | 8 | 9 | 10 | Total |
| ------------------ | - | - | - | - | - | - | - | - | - | -- | ----- |
| Écosse (Smith)     | 0 | 0 | 1 | 0 | 0 | 1 | 0 | 0 | 0 | X  | 2     |
| Canada (Stoughton) | 0 | 1 | 0 | 0 | 2 | 0 | 2 | 0 | 1 | X  | 6     |

| Champion du monde de curling 1996 |
| --------------------------------- |
| Canada 24e titre                  |